# Campeonato da Europa de Atletismo de 1969
A 9ª edição do Campeonato da Europa de Atletismo foi realizada de 16 a 21 de setembro de 1969 no Estádio Karaiskákis, em Atenas, na Grécia. Foram disputadas 38 provas com 674 atletas de 30 nacionalidades. Ficou marcado pela inclusão das provas femininas de 1500 metros, 4×400 metros e a substituição da prova 80 metros com barreiras pela provas dos 100 metros com barreiras. 

## Medalhistas

### Masculino
| Evento                                                                   | Ouro                                                                                | Ouro         | Prata                                                                                     | Prata     | Bronze                                                                                          | Bronze    |
| ------------------------------------------------------------------------ | ----------------------------------------------------------------------------------- | ------------ | ----------------------------------------------------------------------------------------- | --------- | ----------------------------------------------------------------------------------------------- | --------- |
| 100 metros                                                               | Valeriy Borzov (URS)                                                                | 10.4         | Alain Sarteur (FRA)                                                                       | 10.4      | Philippe Clerc (SUI)                                                                            | 10.5      |
| 200 metros                                                               | Philippe Clerc (SUI)                                                                | 20.6 CR      | Herman Burde (GDR)                                                                        | 20.9      | Zenon Nowosz (POL)                                                                              | 20.9      |
| 400 metros                                                               | Jan Werner (POL)                                                                    | 45.7 CR      | Jean-Claude Nallet (FRA)                                                                  | 45.8      | Stanisław Grędziński (POL)                                                                      | 45.8      |
| 800 metros                                                               | Dieter Fromm (GDR)                                                                  | 1:45.9 =CR   | Jozef Plachý (TCH)                                                                        | 1:46.2    | Manfred Matuschewski (GDR)                                                                      | 1:46.8    |
| 1 500 metros                                                             | John Whetton (GBR)                                                                  | 3:39.4 CR    | Frank Murphy (IRL)                                                                        | 3:39.5    | Henryk Szordykowski (POL)                                                                       | 3:39.8    |
| 5 000 metros                                                             | Ian Stewart (GBR)                                                                   | 13:44.8      | Rashid Sharafetdinov (URS)                                                                | 13:45.8   | Alan Blinston (GBR)                                                                             | 13:47.6   |
| 10 000 metros                                                            | Jürgen Haase (GDR)                                                                  | 28:41.6      | Michael Tagg (GBR)                                                                        | 28:43.2   | Nikolay Sviridov (URS)                                                                          | 28:45.8   |
| 110 metros barreiras                                                     | Eddy Ottoz (ITA)                                                                    | 13.5 CR      | David Hemery (GBR)                                                                        | 13.7      | Alan Pascoe (GBR)                                                                               | 13.9      |
| 400 metros barreiras                                                     | Vyacheslav Skomorokhov (URS)                                                        | 49.7         | John Sherwood (GBR)                                                                       | 50.1      | Andrew Todd (GBR)                                                                               | 50.3      |
| 3 000 metros obstáculos                                                  | Mikhail Zhelev (BUL)                                                                | 8:25.0 CR    | Aleksandr Morozov (URS)                                                                   | 8:25.6    | Vladimir Dudin (URS)                                                                            | 8:26.6    |
| 4×100 metros estafetas                                                   | França · Alain Sarteur · Patrick Bourbeillon · Gérard Fenouil · François St.-Gilles | 38.8 CR      | União Soviética · Aleksandr Lebedev · Vladislav Sapeya · Nikolay Ivanov · Valeriy Borzov  | 39.3      | Tchecoslováquia · Ladislav Kříž · Dionys Szogedi · Jiří Kynos · Luděk Bohman                    | 39.5      |
| 4×400 metros estafetas                                                   | França · Gilles Bertould · Christian Nicolau · Jacques Carette · Jean-Claude Nallet | 3:02.3 CR    | União Soviética · Yevgeniy Borisenko · Boris Savchuk · Yuriy Zorin · Aleksandr Bratchikov | 3:03.0    | Alemanha Ocidental · Horst-Rüdiger Schlöske · Ingo Röper · Gerhard Hennige · Martin Jellinghaus | 3:03.1    |
| Maratona                                                                 | Ron Hill (GBR)                                                                      | 2:16:47.8    | Gaston Roelants (BEL)                                                                     | 2:17:22.2 | Jim Alder (GBR)                                                                                 | 2:19:05.8 |
| 20 km marcha                                                             | Paul Nihill (GBR)                                                                   | 1:30:48.0    | Leonida Karaiosifoglu (ROU)                                                               | 1:31:06.4 | Nikolay Smaga (URS)                                                                             | 1:31:20.  |
| 50 km marcha                                                             | Christoph Hohne (GDR)                                                               | 4:12:32.8 CR | Peter Selzer (GDR)                                                                        | 4:16:09.6 | Veniamin Soldatenko (URS)                                                                       | 4:23:04.8 |
| Salto em altura                                                          | Valentin Gavrilov (URS)                                                             | 2.17 m       | Reijo Vähälä (FIN)                                                                        | 2.17 m    | Erminio Azzaro (ITA)                                                                            | 2.17 m    |
| Salto com vara                                                           | Wolfgang Nordwig (GDR)                                                              | 5.30 m CR    | Kjell Isaksson (SWE)                                                                      | 5.20 m    | Aldo Righi (ITA)                                                                                | 5.10 m    |
| Salto em comprimento                                                     | Igor Ter-Ovanesyan (URS)                                                            | 8.17 m       | Lynn Davies (GBR)                                                                         | 8.07 m    | Tõnu Lepik (URS)                                                                                | 8.04 m    |
| Triplo salto                                                             | Viktor Saneyev (URS)                                                                | 17.34 m      | Zoltán Cziffra (HUN)                                                                      | 16.85 m   | Klaus Neumann (GDR)                                                                             | 16.68 m   |
| Lançamento do peso                                                       | Dieter Hoffmann (GDR)                                                               | 20.12 m CR   | Heinz-Joachim Rothenburg (GDR)                                                            | 20.05 m   | Hans-Peter Gies (GDR)                                                                           | 19.78 m   |
| Lançamento do disco                                                      | Hartmut Losch (GDR)                                                                 | 61.82 m CR   | Ricky Bruch (SWE)                                                                         | 61.08 m   | Lothar Milde (GDR)                                                                              | 59.34 m   |
| Lançamento do martelo                                                    | Anatoliy Bondarchuk (URS)                                                           | 74.68 m CR   | Romuald Klim (URS)                                                                        | 72.74 m   | Reinhard Theimer (GDR)                                                                          | 72.02 m   |
| Lançamento do dardo                                                      | Jānis Lūsis (URS)                                                                   | 91.52 m CR   | Pauli Nevala (FIN)                                                                        | 89.58 m   | Janusz Sidło (POL)                                                                              | 82.90 m   |
| Decatlo                                                                  | Joachim Kirst (GDR)                                                                 | 8041 pts CR  | Herbert Wessel (GDR)                                                                      | 7828 pts  | Viktor Chelnikov (URS)                                                                          | 7801 pts  |
| WR - recorde mundial; ER - recorde europeu; CR - recorde dos campeonatos |                                                                                     |              |                                                                                           |           |                                                                                                 |           |

### Feminino
| Evento                                             | Ouro                                                                             | Ouro        | Prata                                                                               | Prata    | Bronze                                                                                 | Bronze   |
| -------------------------------------------------- | -------------------------------------------------------------------------------- | ----------- | ----------------------------------------------------------------------------------- | -------- | -------------------------------------------------------------------------------------- | -------- |
| 100 metros                                         | Petra Vogt (GDR)                                                                 | 11.6        | Wilma van den Berg (NED)                                                            | 11.7     | Anita Neil (GBR)                                                                       | 11.      |
| 200 metros                                         | Petra Vogt (GDR)                                                                 | 23.2        | Renate Meissner (GDR)                                                               | 23.3     | Val Peat (GBR)                                                                         | 23.3     |
| 400 metros                                         | Nicole Duclos (FRA)                                                              | 51.72 CR    | Colette Besson (FRA)                                                                | 51.75    | Maria Sykora (AUT)                                                                     | 53.0     |
| 800 metros                                         | Lillian Board (GBR)                                                              | 2:01.4 CR   | Anneliese Damm Olesen (DEN)                                                         | 2:02.6   | Vera Nikolić (YUG)                                                                     | 2:02.6   |
| 1500 metros                                        | Jaroslava Jehličková (TCH)                                                       | 4:10.7      | Maria Gommers (NED)                                                                 | 4:11.9   | Paola Pigni (ITA)                                                                      | 4:12.0   |
| 100 metros barreiras                               | Karin Balzer (GDR)                                                               | 13.29       | Bärbel Podeswa (GDR)                                                                | 13.68    | Teresa Nowak (POL)                                                                     | 13.77    |
| 4×100 metros estafetas                             | Alemanha Oriental · Regina Hofer · Renate Meissner · Bärbel Podeswa · Petra Vogt | 43.63 CR    | Alemanha Ocidental · Bärbel Hohnle · Jutta Stock · Rita Jahn-Wilden · Ingrid Becker | 44.09    | Reino Unido · Anita Neil · Denise Ramsden · Sheila Cooper · Val Peat                   | 44.39    |
| 4×400 metros estafetas                             | Reino Unido · Rosemary Stirling · Pat Lowe · Janet Simpson · Lillian Board       | 3:30.8      | França · Bernadette Martin · Nicole Duclos · Eliane Jacq · Colette Besson           | 3:30.8   | Alemanha Ocidental · Christa Czekay · Antje Gleichfeld · Inge Eckhoff · Christel Frese | 3:32.7   |
| Salto em altura                                    | Miloslava Rezková (TCH)                                                          | 1.83 m =CR  | Antonina Lazareva (URS)                                                             | 1.83 m   | Mária Mračnová (TCH)                                                                   | 1.83 m   |
| Salto em comprimento                               | Mirosława Sarna (POL)                                                            | 6.49 m      | Viorica Viscopoleanu (ROU)                                                          | 6.45 m   | Berit Berthelsen (NOR)                                                                 | 6.44 m   |
| Lançamento do peso                                 | Nadezhda Chizhova (URS)                                                          | 20.43 m CR  | Margitta Gummel (GDR)                                                               | 19.58 m  | Marita Lange (GDR)                                                                     | 19.56 m  |
| Lançamento do disco                                | Tamara Danilova (URS)                                                            | 59.28 m CR  | Lyudmilla Muravyova (URS)                                                           | 59.24 m  | Karin Illgen (GDR)                                                                     | 58.66 m  |
| Lançamento do dardo                                | Angéla Németh (HUN)                                                              | 59.76 m CR  | Marta Vidos Paulanyi (HUN)                                                          | 58.80 m  | Valentina Evert (URS)                                                                  | 56.56 m  |
| Pentatlo                                           | Liese Prokop (AUT)                                                               | 5030 pts CR | Meta Antenen (SUI)                                                                  | 4793 pts | Maria Chisiakova (URS)                                                                 | 4773 pts |
| WR - recorde mundial; CR - recorde dos campeonatos |                                                                                  |             |                                                                                     |          |                                                                                        |          |

## Quadro de medalhas
| Ordem | País               | Medalha de ouro | Medalha de prata | Medalha de bronze | Total |
| ----- | ------------------ | --------------- | ---------------- | ----------------- | ----- |
| 1     | Alemanha Oriental  | 11              | 7                | 8                 | 26    |
| 2     | União Soviética    | 9               | 7                | 8                 | 24    |
| 3     | Reino Unido        | 6               | 4                | 7                 | 17    |
| 4     | França             | 3               | 4                | 0                 | 7     |
| 5     | Tchecoslováquia    | 2               | 1                | 2                 | 5     |
| 6     | Polónia            | 2               | 0                | 5                 | 7     |
| 7     | Hungria            | 1               | 2                | 0                 | 3     |
| 8     | Suíça              | 1               | 1                | 1                 | 3     |
| 9     | Itália             | 1               | 0                | 3                 | 4     |
| 10    | Áustria            | 1               | 0                | 1                 | 2     |
| 11    | Bulgária           | 1               | 0                | 0                 | 1     |
| 12    | Finlândia          | 0               | 2                | 0                 | 2     |
| 12    | Países Baixos      | 0               | 2                | 0                 | 2     |
| 12    | Roménia            | 0               | 2                | 0                 | 2     |
| 12    | Suécia             | 0               | 2                | 0                 | 2     |
| 16    | Alemanha Ocidental | 0               | 1                | 1                 | 2     |
| 16    | Bélgica            | 0               | 1                | 0                 | 1     |
| 16    | Dinamarca          | 0               | 1                | 0                 | 1     |
| 16    | Irlanda            | 0               | 1                | 0                 | 1     |
| 19    | Noruega            | 0               | 0                | 1                 | 1     |
| 19    | Iugoslávia         | 0               | 0                | 1                 | 1     |
|       | TOTAL              | 38              | 38               | 38                | 114   |

## Participantes
De acordo com uma contagem não oficial, 675 atletas de 30 países participaram do evento, um atleta mais do que o número oficial de 674 como publicado. 
| - Áustria (9) - Bélgica (18) - Bulgária (19) - Checoslováquia (27) - Dinamarca (8) - Alemanha Oriental (60) - Finlândia (24) - França (57) | - Gibraltar (1) - Grécia (24) - Hungria (32) - Islândia (3) - Irlanda (4) - Itália (36) - Liechtenstein (1) - Luxemburgo (4) | - Malta (1) - Países Baixos (9) - Noruega (18) - Polónia (51) - Portugal (4) - Roménia (17) - União Soviética (79) | - Espanha (6) - Suécia (29) - Suíça (19) - Turquia (10) - Reino Unido (71) - Alemanha Ocidental (16) - Iugoslávia (18) |